# الإسلام في ناورو
الإسلام في ناورو هو أقلية دينية في جزيرة ناورو ذات الأغلبية المسيحية، حيث يشكلون حوالي 0.1% من السكان. تتكون الجالية المسلمة من مهاجرين من العراق وإيران. لكن لا يوجد حاليا أي مسجد في ناورو، مع أنه من المسموح بناء المساجد.